# サーバリックス
商品名サーバリックス（Cervarix）は、特定のヒトパピローマウイルス (HPV) の感染を予防するワクチンである。グラクソ・スミスクライン社が製造販売し、欧州では2007年、日本とアメリカでは2009年に承認された。子宮頸癌の主な原因（7割）であるHPVの16型、18型の感染を予防する2価のHPVワクチンで、その予防効果の持続期間については不明である。他のHPVワクチンにはガーダシルがあり、こちらは加えて6型、11型も予防する4価ワクチンで、アメリカでは、9型に対応するガーダシル9に市場を譲り、サーバリックスは撤退した。

## 接種
サーバリックスとガーダシルはいずれも子宮頸癌の原因となるHPV16型、HPV18型の感染を予防するが、ガーダシルは尖圭コンジローマの原因となるHPV6型、HPV11型の感染も予防する。
同じくHPV感染予防ワクチンであるメルク・アンド・カンパニー社のガーダシルと同様、3度の接種が必要である。ガーダシルが0、2、6か月後の3回接種であるのに対し、サーバリックスは0、1、6か月後の3回接種である。接種は肩の三角筋部への筋肉注射として行われる。

## 歴史
日本では2009年に承認された。日本では、2013年までの接種数全体の約80%がサーバリクスである。
厚生労働省によると、2012年8月時点、日本全国で合計のべ約6,635,000人が接種し、うち956人に副反応が起きているという。失神が多いが、四肢の運動能力低下や歩行不能の例もあり、副反応の発生率はインフルエンザワクチンの約10倍とされている。2013年に開かれた厚生労働省の検討会において、2012年までに推計273万人がサーバリックスを接種し、1681人の副反応の事例があり、うち重篤が88人、死者が1人、と報告された。これを受けて、グラクソ・スミスクライン日本法人広報部は「サーバリックスが特別に悪い反応が出るものと考えていない」という声明を出している。2013年3月時点、日本全国1700以上の自治体で国の補助を受けた接種事業が行われている。
欧州では2007年、アメリカでは2009年にFDAによって承認された。
2015年の国際的な売上高は、HPVの4つ（あるいは9）の型を対象とするガーダシルで19億ドルであり、2つの型を対象とするサーバリックスは1億700万ドルであった。2016年には、グラクソスミスクラインは、アメリカではHPVの9の型に対応するガーダシル9に市場を譲り撤退することを決定した。2020年7月現在、日本ではサーバリックス（一般名＝組換え沈降2価ヒトパピローマウイルス様粒子ワクチン〈イラクサギンウワバ細胞由来〉）として販売されている。